# Christina Rossetti
Christina Rossetti (London, 1830. december 5. – London, 1894. december 29.) angol költőnő.

## Élete
Fiatalkorában gyakran beteg volt, és korán verseket írt. Az első verseskötetet nagyapja, Gaetano Polidori nyomtatta ki 1847-ben saját nyomdájában. Rossettit 1845-ben szentelték fel a Christ Churchben. Betegség és gyenge látás miatt az apának 1845-ben fel kellett adnia a King's College-ban betöltött állását. Az anya az anyagi nehézségeket azzal próbálta kompenzálni, hogy az Arlington Streeten nappali iskolát hozott létre, ahol lányait támogatta. 1848-ban Christina Rossetti beleszeretett James Collinson festőbe, aki fivéréi preraffaeliták baráti köréhez tartozott.
Collinson kérte Christinát, és visszatért az anglikán egyházba a kedvéért. Amikor azonban Collinson 1850-ben újra csatlakozott a katolikus egyházhoz, Christina felbontotta az eljegyzést. Hite nagyon döntő szerepet játszott az életében, és minden döntését befolyásolta.
1862-ben Christina beleszeretett Charles Bagot Cayley-be, a szentpétervári születésű, aki édesapjával tanult. Cayley feleségül akarta venni. Cayley agnosztikus volt, és nem tudott megfelelni az elvárásainak a hit dolgában. Ők ketten baráti viszonyban maradtak.
Az 1870-es években írt a Keresztény Tudást népszerűsítő Társaságnak (Society for Promoting Christian Knowledge).
1871-ben, 41 évesen elkapta a Graves-kórt. Ez eltorzította és súlyosan mozgássérültté tette. Vallásos esszéket kezdett írni.
Rossetti 1894-ben belehalt egy hosszú távú rákba. Szülei sírjába temették a londoni Highgate temetőben.

## Művei
- Goblin Market and Other Poems. London: Macmillan, 1862.
- Maude: prose and verse, 1850 Publisher: Duffield New York 1906, online
- „The Prince's Progress and other Poems.“ 1866
- Sing-song, a nursery rhyme book (1872, 1893), with 120 Illustrations by Arthur Huges. Publisher: MacMillan & Co. London, 1893, online
- Commonplace, and other short stories. Publisher: F. S. Ellis, London 1870, online
- „Annus Domini, a Prayer for each Day of the Year.“ 1874.
- „Speaking Likenesses.“ 1874.
- „Seek and Find.“ 1879.
- „Called to be Saints.“ 1881.
- „Letter and Spirit“ 1883.
- „The Face of the Deep, a Devotional Commentary on the Apocalypse.“ 1892.
- Time flies: a reading diary (1886), online
- Reflected Lights from "The Face of the Deep". 1893, online

- New Poems by Christina Rossetti: Hitherto Unpublished Or Uncollected. Edited by William Michael Rossetti. Publisher: MacMillan & Co., London 1896, online
- Poems of Christina Rossetti. Chosen and edited by William Michael Rossetti. Publisher: MacMillan & Co., London 1904, online
- Rebecca W. Crump: Complete Poems of Christina Rossetti. In two Volumes. A Variorum Edition. Louisiana State University Press, Baton Rouge 1986. ISBN 978-0-8071-1246-5

## Fordítás
- Ez a szócikk részben vagy egészben  a   Christina Rossetti című német Wikipédia-szócikk fordításán alapul.  Az eredeti cikk szerkesztőit annak laptörténete sorolja fel. Ez a jelzés csupán a megfogalmazás eredetét és a szerzői jogokat jelzi, nem szolgál a cikkben szereplő információk forrásmegjelöléseként.